# Kung Qing av Zhou
Kung Qing av Zhou, var en kinesisk monark. Han var kung av Zhoudynastin 618–613 f.Kr.